# إيفار بالانغروود
إيفار بالانغروود (Ivar Ballangrud) هو لاعب أولمبي لرياضة تزلج سريع من النرويج. شارك في الأولمبياد الشتوي في 1928–1936، وفاز بما مجموعه 7 ميداليات.

## الميداليات
| ذهب | فضة | برونز | المجموع |
| 4   | 2   | 1     | 7       |

## روابط خارجية
- إيفار بالانغروود على موقع SpeedSkatingBase.eu (الإنجليزية)
- إيفار بالانغروود على موقع SpeedSkatingNews.info (الإنجليزية)
- إيفار بالانغروود على موقع SpeedSkatingStats.com (الإنجليزية)
- إيفار بالانغروود على موقع اللجنة الأولمبية الدولية (الإنجليزية)
- إيفار بالانغروود على موقع أوليمبيديا (الإنجليزية)
- إيفار بالانغروود على موقع اللجنة الأولمبية الصينية (الإنجليزية)